# ヒメアリクイ
ヒメアリクイ（Cyclopes didactylus）は、有毛目ヒメアリクイ科ヒメアリクイ属に分類される哺乳類。

## 分布
エクアドル、ガイアナ、コスタリカ、コロンビア、スリナム、トリニダード・トバゴ、ニカラグア、パナマ、パラグアイ、ブラジル、仏領ギアナ、ベネズエラ、ベリーズ、ペルー、ボリビア、ホンジュラス、メキシコ南部
模式産地は単に南アメリカとされているが、スリナムとされる。エルサルバドルでは記録がない。

## 形態
体長16 - 22センチメートル、尾長16 - 25センチメートル、体重0.3 - 0.5キログラム。尾長は体長よりも長い（104 - 133 %。幼獣では116 - 168 %）。尾は物に巻きつける事ができ、樹上での生活に適している。背面の体色は黄色や灰色など。
口吻は他のアリクイ類の構成種に比べると短い。眼は他のアリクイ科の構成種に比べると相対的には大型。外耳は小型。前肢の第2・3指では湾曲した2本の大きな爪が発達する。前肢の第1・4・5指は退化し、外観からはわからない。種小名didactylusは「2つ指の」の意。属名Cyclopesは「円形の足・丸い足」の意。後肢の足裏に窪みがあり、そこに爪を折り返すことで物を掴むことができる。
代謝能力は低く、体温は33℃。

## 分類
以下の分類はMSW3 (Gardner, 2005)・Hayssen et al. (2012) に従う。
- Cyclopes didactylus didactylus (Linnaeus, 1758)
- Cyclopes didactylus catellus Thomas, 1928
- Cyclopes didactylus dorsalis (Gray, 1865)
- Cyclopes didactylus eva Thomas, 1902
- Cyclopes didactylus ida Thomas, 1900
- Cyclopes didactylus melini Lönnberg, 1928
- Cyclopes didactylus mexicanus Hollister, 1914

2017年に標本の比較・ミトコンドリアDNAの分子系統解析から亜種とされていたC. catellus・C. dorsalis・C. idaを独立種とし、C. thomasi・C. rufus・C. xinguensisを新種記載する説が提唱されている。その説に従えば本種は以下の7種に分割される。
- Cyclopes didactylus
- Cyclopes catellus
- Cyclopes dorsalis
- Cyclopes ida
- Cyclopes rufus
- Cyclopes thomasi
- Cyclopes xinguensis

## 生態
標高1,500メートル以下にある熱帯林や多湿林・マングローブ林・二次林などに生息する。樹上棲。夜行性。
主にDolichoderinae亜科・Camponotus属・Crematogaster属・Pheidole属・Procryptocerus・Pseudomymex属・トフシアリ属 (Solenopsis)・Zacryptocerus属などのアリ類を食べる。1日あたり700 - 5,000匹のアリ類を食べる。飼育下では甲虫や果実などを食べることもある。数分間の休憩を挟み数時間捕食を行う。
繁殖様式は胎生。1回に1頭の幼獣を産む。幼獣は親が吐き戻したアリを食べて育つ。幼獣は母親の背中につかまって過ごすが、母親が採食中は樹洞などに置いていかれることもある。

## 人間との関係
森林伐採による生息地の破壊やペット用の採集による影響は懸念されているものの、分布域が広く絶滅の危険性は低いと考えられている。